# Neuvilly-en-Argonne
Neuvilly-en-Argonne är en kommun i departementet Meuse i regionen Grand Est (tidigare regionen Lorraine) i nordöstra Frankrike. Kommunen ligger i kantonen Clermont-en-Argonne som tillhör arrondissementet Verdun. År 2022 hade Neuvilly-en-Argonne 227 invånare.

## Befolkningsutveckling
Antalet invånare i kommunen Neuvilly-en-Argonne
| Referens: INSEE |